# Strahlenfolgen am Verdauungstrakt
Strahlenfolgen am Verdauungstrakt umfassen Komplikationen, die bei entsprechender Strahlentherapie auftreten können. Generell wird zwischen akuten und spät auftretenden Komplikationen unterschieden. Als akute Nebenwirkungen gelten solche, die zwischen dem ersten und dem neunzigsten Tag auftreten. Spätfolgen machen sich erst nach dem neunzigsten Tag bemerkbar.
Die akuten Strahlenfolgen spielen sich hauptsächlich an der Schleimhaut des Magen-Darm-Traktes ab. Da die Zellen der Schleimhaut sich in einer stetigen Erneuerung befinden, sind sie für Bestrahlung empfindlich. Das bedeutet aber auch, dass akute Strahlenfolgen in kurzer Zeit wieder aufgehoben sind.
Die chronischen Strahlenspätfolgen beruhen hauptsächlich auf Beeinträchtigung der Gefäße sowie Thrombose und Fibrosierung. Die Gefäßschäden sind fortschreitend und stellen eine ernsthafte Komplikation dar. Sie bewirken letztendlich die chronische Strahlenerkrankung.

## Die Strahlenerkrankungen an der Speiseröhre
Die hochdosierte Bestrahlung der Speiseröhre erfolgt meist bei Tumoren der Speiseröhre und des Bronchialkarzinoms.
Als akute Reaktion treten in der Regel Schmerzen und eine Entzündung der Speiseröhre (Ösophagitis) auf. Schluckbeschwerden werden nach hoher Dosierung beobachtet. Wichtig ist, festzuhalten, dass die psychische Situation auch das Ausmaß der Beschwerden bestimmt.
Als Komplikation können Blutungen, Durchbruch des Ösophagus sowie Bildung von Fisteln entstehen.
Die chronische Folge der Bestrahlung kann eine Verengung bzw. Verlegung der Speiseröhre sein. Die Behandlung ist schwierig und oft frustrierend.

## Strahlenerkrankung des Magens
Der gesunde Magen wird oft im Rahmen einer Bestrahlung des Oberbauches mitbestrahlt. 
Akut wird die Salzsäurebildung gemindert oder sie hört ganz auf. Diese Irritation dauert zwischen 1 und 6 Monaten, kann aber auch Jahre anhalten.
Zu den chronischen Strahlenschäden zählen Verdauungsstörungen, Entzündung der Magenschleimhaut (Gastritis), Magengeschwüre und Verengung der Magenpassage.

## Strahlenerkrankung des Dünn- und Dickdarmes

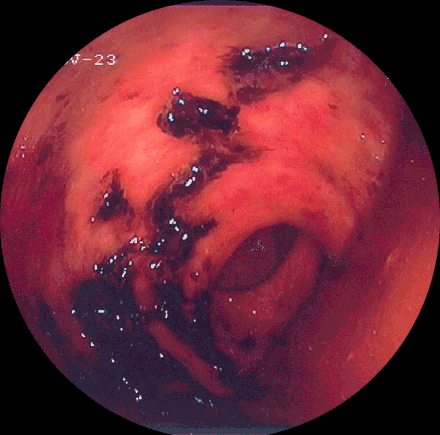
Bild einer gerade stattgefundenen Blutung aus einer Strahlenproktitis. Bemerkenswert ist die flächige Blutungsstelle

Nach einer Bestrahlung tritt relativ schnell eine akute Enteritis auf, die sich mit Brechreiz, kolikartigen Schmerzen und Durchfall äußert. Nach Beendigung der Strahlentherapie bilden sich die Symptome jedoch rasch zurück.
Die Strahlenspätfolgen sind Blutungen, Geschwüre, Verengung und Verlegung des Darmes und Fisteln. Je früher die Spätfolgen auftreten, desto schwerer verlaufen sie. 2–5 % der Patienten müssen operiert werden. Der häufigste Ort für die Spätfolgen sind der Enddarm sowie das Sigma nach Bestrahlung von Prostatakarzinomen, Blasentumoren oder gynäkologischen Tumoren.